# Chrysler Voyager
Chrysler Voyager – samochód osobowy typu minivan klasy średniej, a następnie klasy wyższej produkowany pod amerykańską marką Chrysler w latach 1988–2016 oraz ponownie od 2019 roku jako szósta generacja modelu.

## Pierwsza generacja

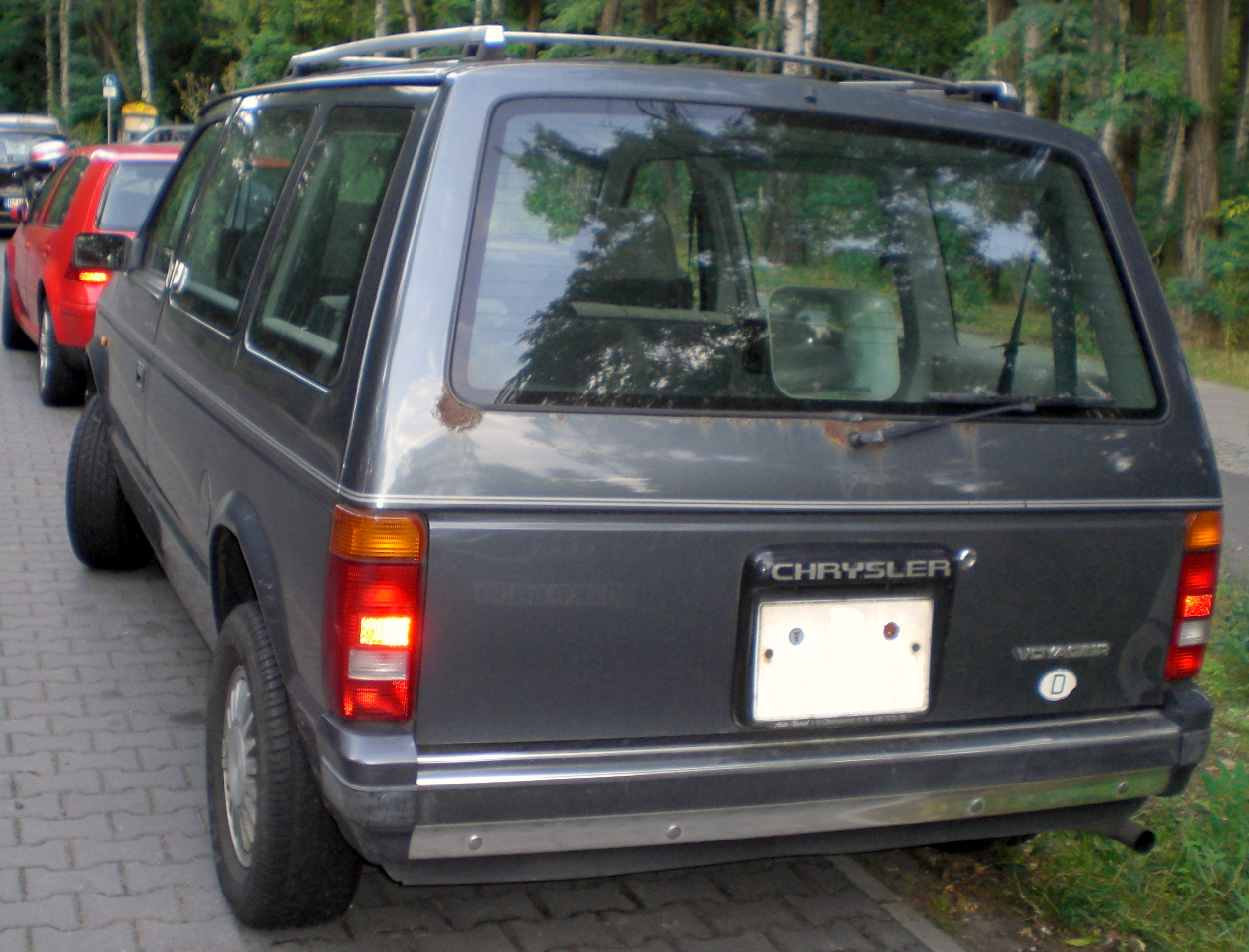
Chrysler Voyager I – tył

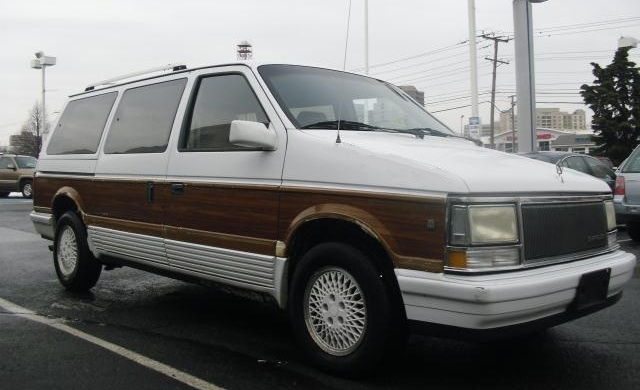
Chrysler Town & Country I

Chrysler Voyager I został zaprezentowany po raz pierwszy w 1988 roku.
W listopadzie 1983 roku koncern Chryslera wprowadził na rynek bliźniacze minivany klasy średniej Dodge Caravan/Plymouth Voyager, które trafiły do sprzedaży w Ameryce Północnej. 5 lat później, w połowie 1988 roku zdecydowano się opracować trzecią, bliźniaczą konstrukcją ze znaczkiem Chryslera specjalnie z myślą o rynku europejskim. Za to rok później, w 1989 roku, pod marką Chryslera opracowano także przedłużoną, luksusową odmianę o nazwie Town & Country z myślą o Stanach Zjednoczonych.
Europejski Chrysler Voyager I odróżniał się amerykańskich modeli rodziny Chryslera wyglądem zarówno przednich, jak i tylnych lamp, a ponadto – atrapą chłodnicy. Pojazd był sprzedawany z innymi silnikami, włączając Diesle. Inne były też wykończenia wnętrza i rodzaje tapicerki. Auta te były również dostępne z ręczną skrzynią biegów i hamulcem ręcznym w postaci dodatkowego pedału po lewej stronie.

### Silniki
- L4 2.2
- L4 2.5
- V6 3.0

## Druga generacja

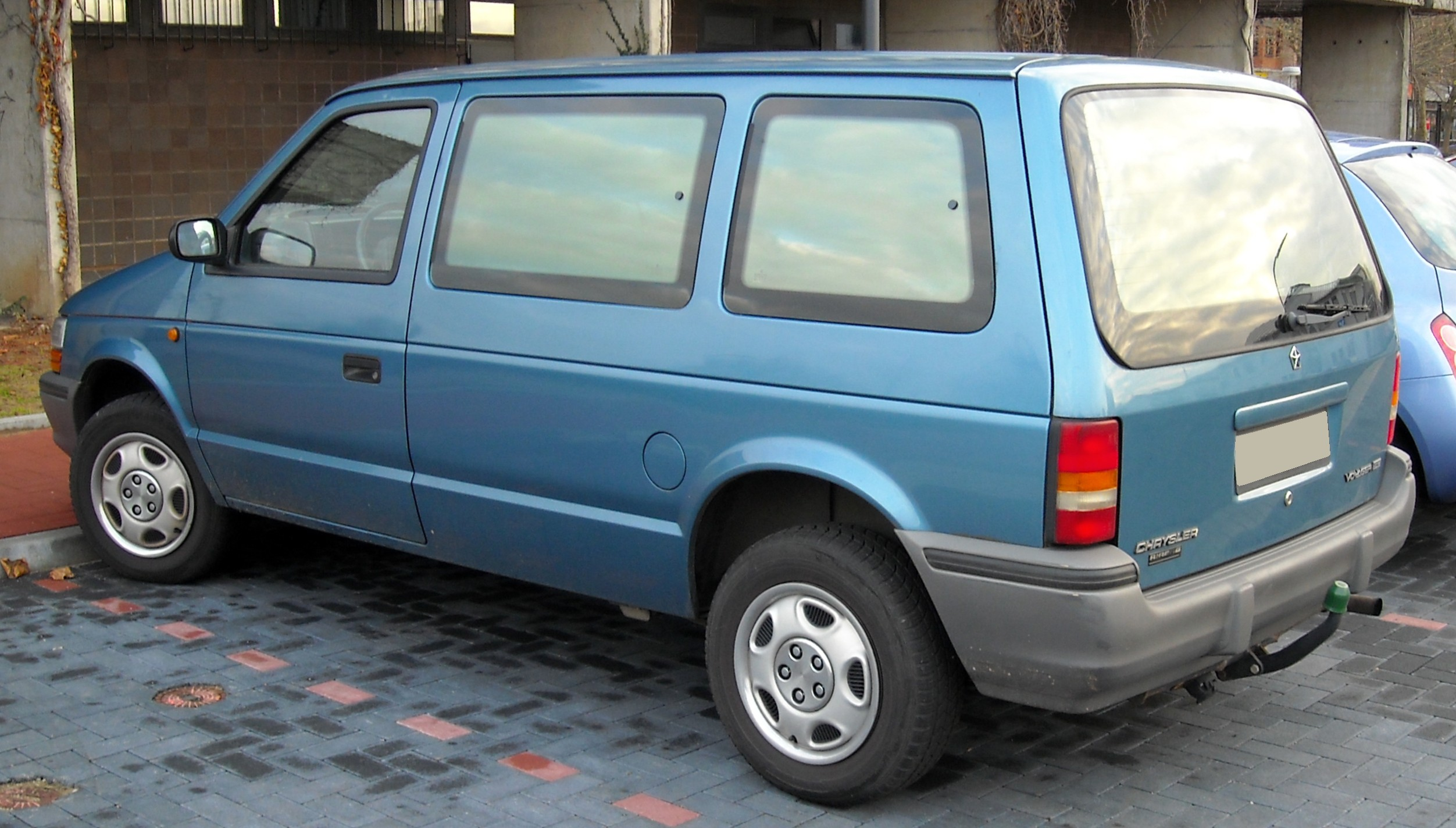
Chrysler Voyager II – tył

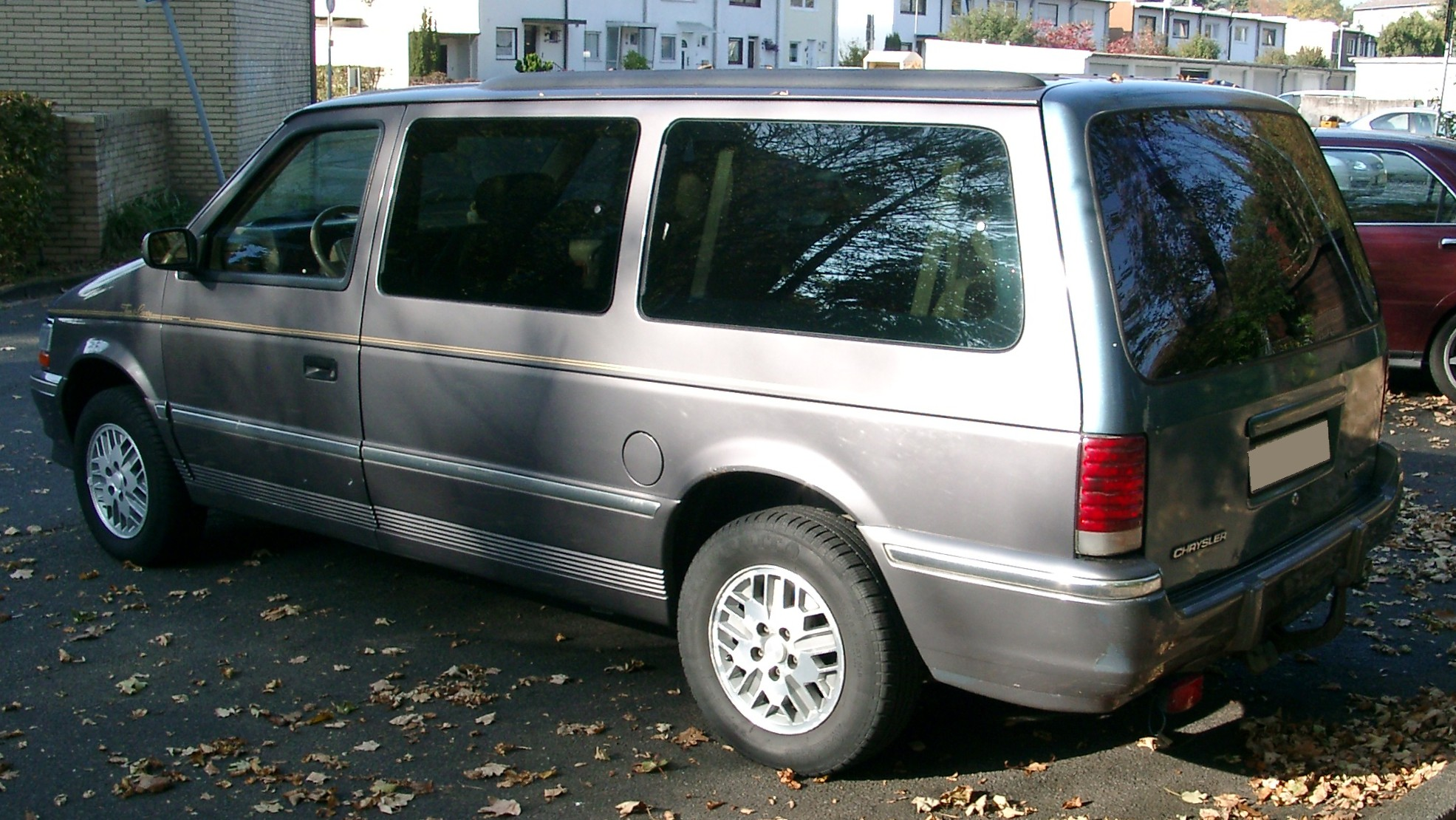
Chrysler Grand Voyager II

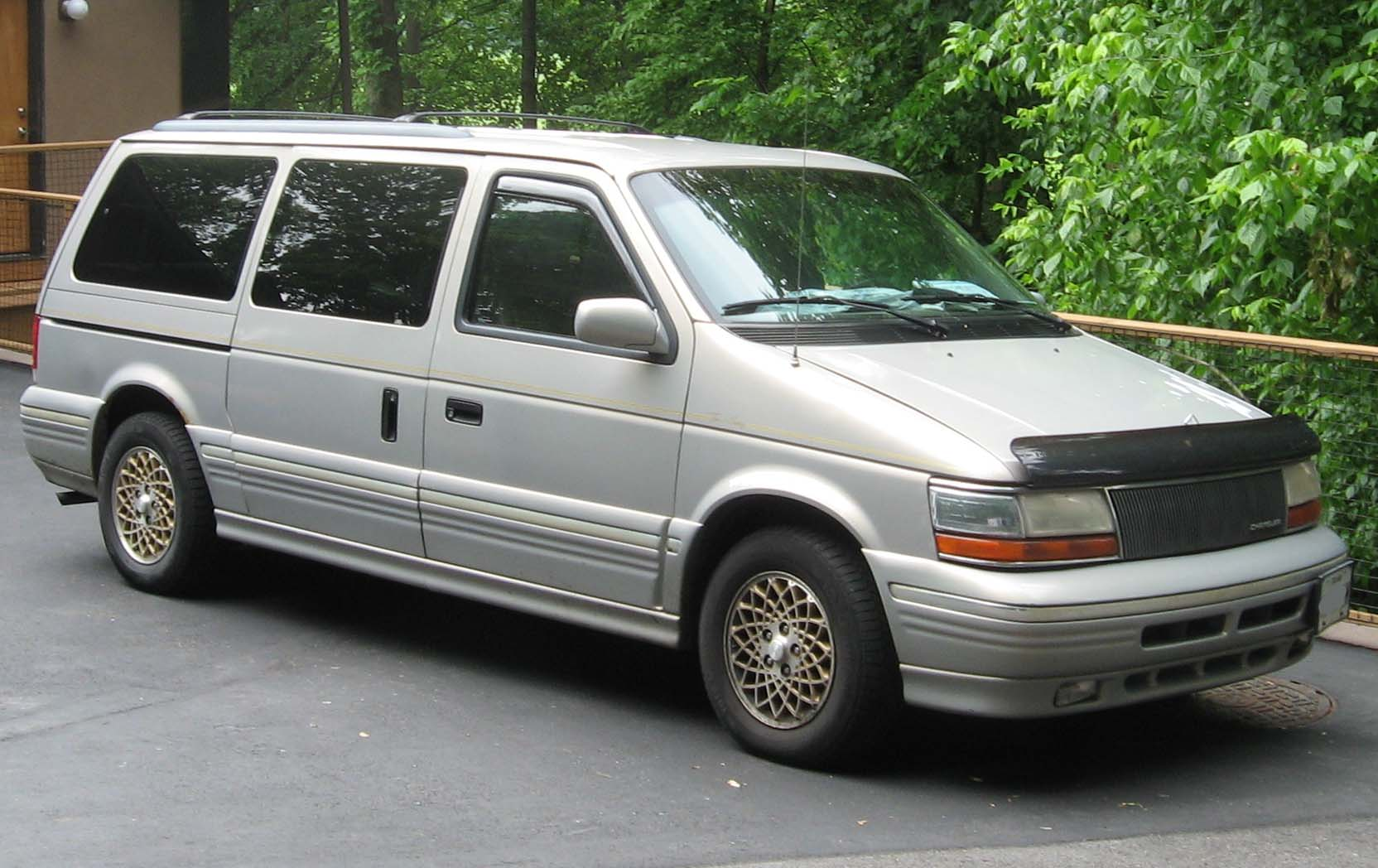
Chrysler Town & Country II

Chrysler Voyager II został zaprezentowany po raz pierwszy w 1990 roku.
Na początku 1990 roku koncern Chryslera zaprezentował drugą generację modelu Dodge Caravan, w sierpniu na jego bazie opracowano następcę wariantu ze znaczkiem Plymoutha, a jesienią tego samego roku ofertę skompletowały modele ze znaczkiem Chryslera. Ponownie model Voyager trafił pod tą nazwą na rynek europejski, a nowy Town & Country pod postacią luksusowego minivana z przedłużonym rozstawem osi trafił wyłącznie na rynek Ameryki Północnej.
W porównaniu do poprzednika, nowy Voyager zyskał podobną bryłę nadwozia, która jednocześnie zyskała bardziej zaokrąglone nadwozie, inaczej stylizowane lampy, pojemniejsze wnętrze i większą przestrzeń bagażową.
Na rynku europejskim Chrysler Voyager, który pochodził z austriackich zakładów Magna Steyr w Grazu, oferowany był w dwóch wariantach długości nadwozia i zarówno z 2,5-litrowym Turbo Dieslem, jak i 3-litrowym V6 Mitsubishi.

### Silniki
- R4 2.5
- R4 2.5 Turbo Diesel
- V6 3.0
- V6 3.3

## Trzecia generacja

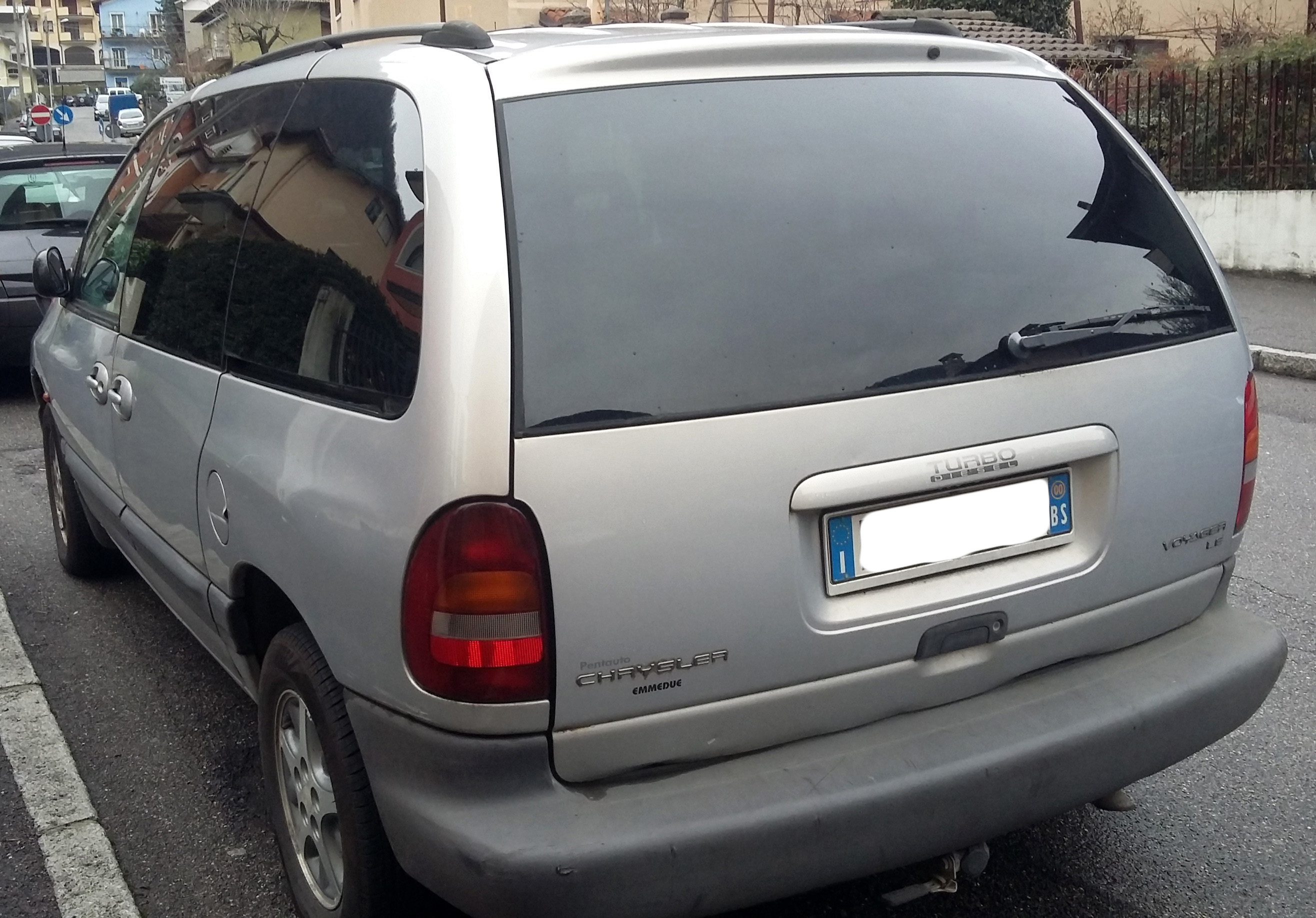
Chrysler Voyager III – tył

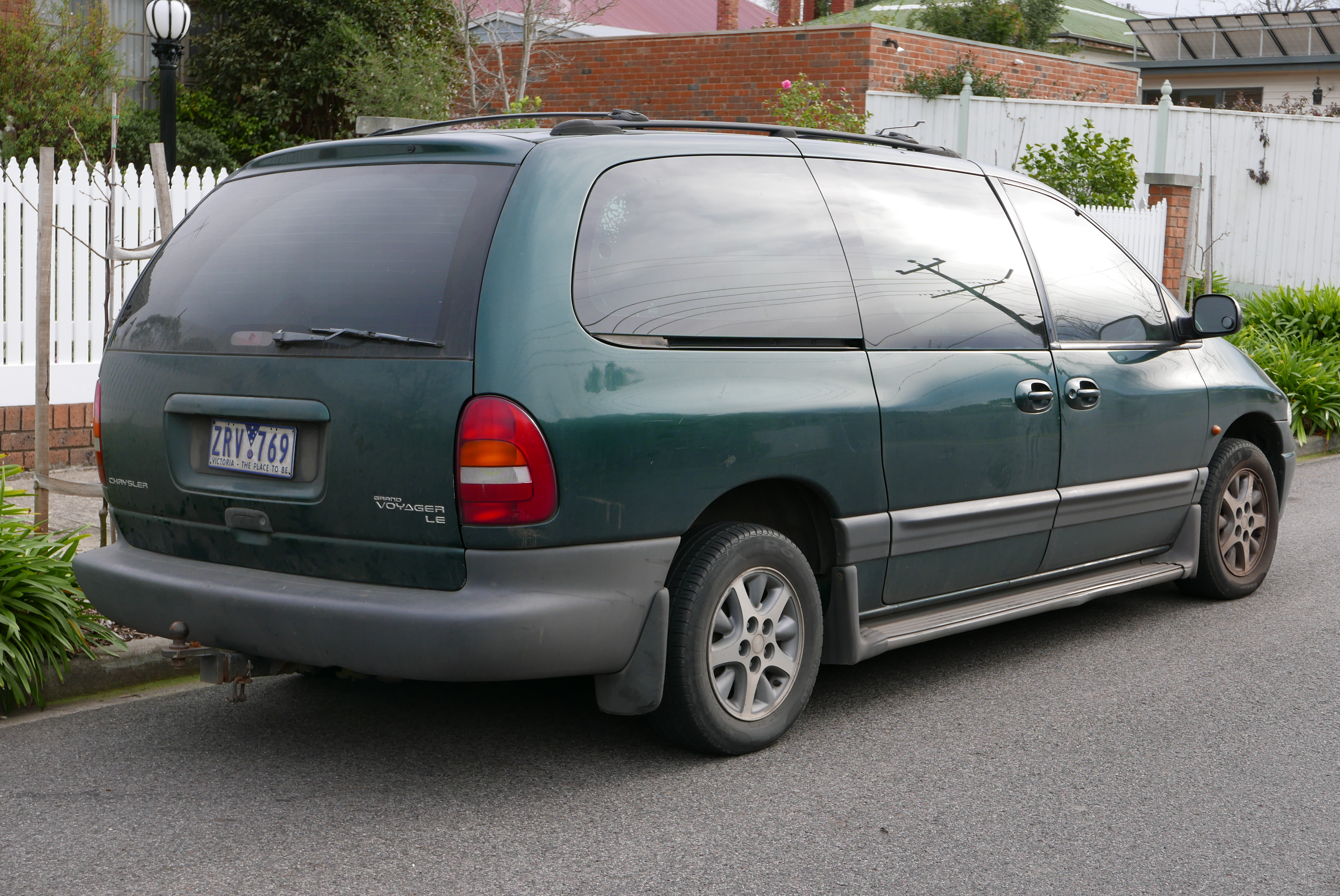
2Chrysler Grand Voyager III

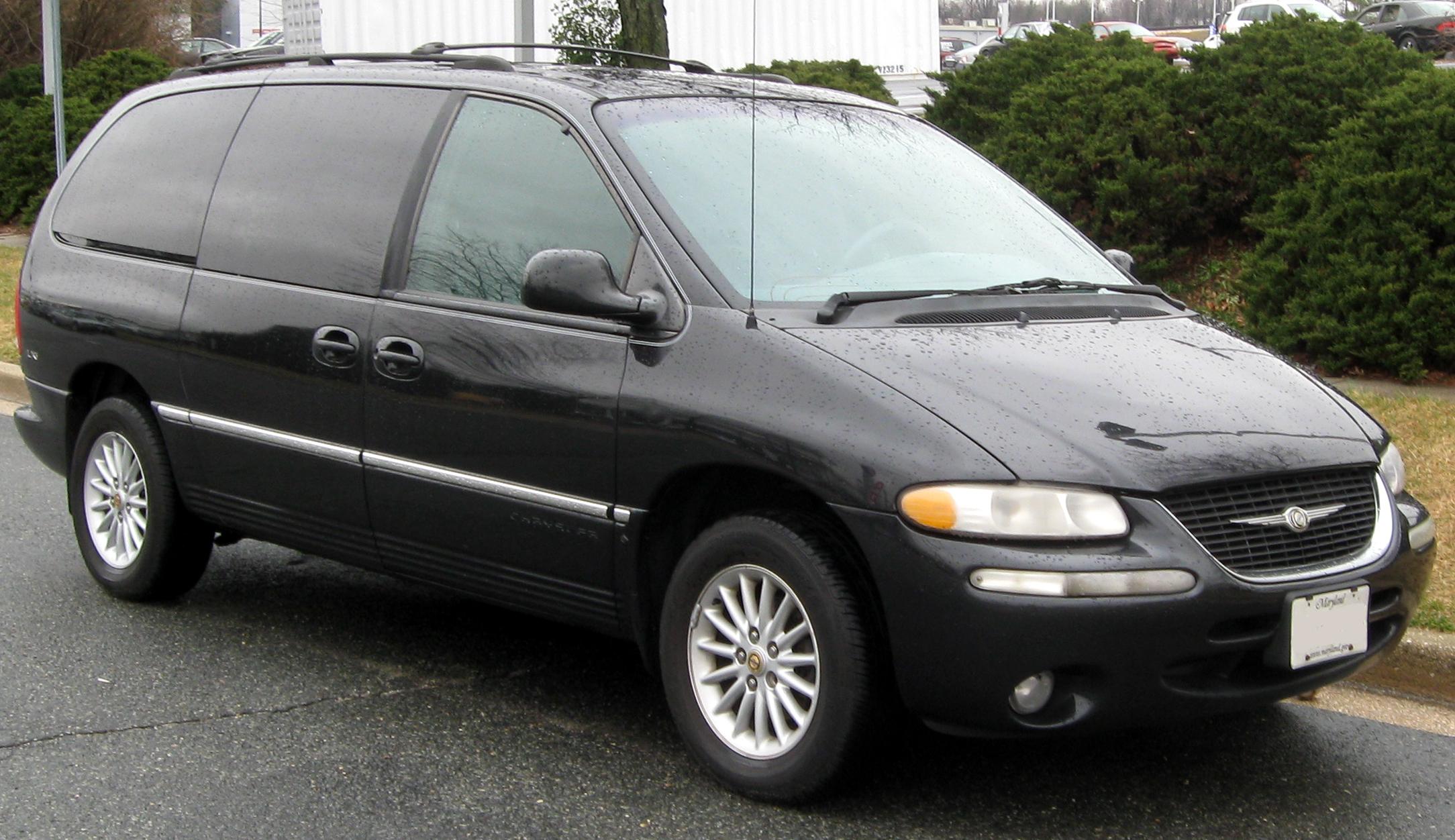
Chrysler Town & Country III

Chrysler Voyager III został zaprezentowany po raz pierwszy w 1995 roku.
Trzecie wcielenie Voyagera trafiło na rynek na początku 1995 roku, ponownie debiutując chwilę po bliźniaczym modelu Dodge’a, ale tym razem rok przed trzecim wariantem Plymoutha, który skompletował ofertę w 1996 roku. Pod marką Chryslera, duży minivan amerykańskiego koncernu oferowany był w Europie i Meksyku, a także ponownie jako Town & Country na wewnętrznym rynku, tym razem także z krótszym rozstawem osi.
W porównaniu do poprzednika, Voyager III został zbudowany od podstaw jako zupełnie nowa konstrukcja. Samochód zyskał charakterystyczną, obłą sylwetkę, przestronniejsze wnętrze i zaprojektowany od podstaw kokpit. Większe nadwozie udało się zaprojektować dzięki nowej platformie koncernu Chryslera – NS-body.
Z powodu likwidacji marki Plymouth w 2000 roku, przez kilka miesięcy tego roku samochód oferowany był po raz pierwszy także i w Stanach Zjednoczonych Chrysler Voyager, tańszy wariant luksusowego Town & Country.

### Silniki
- R4 2.0 SOHC
- R4 2.0 DOHC
- R4 2.4
- R4 2.5 Turbo Diesel
- V6 3.3 OHV
- V6 3.8 OHV

## Czwarta generacja

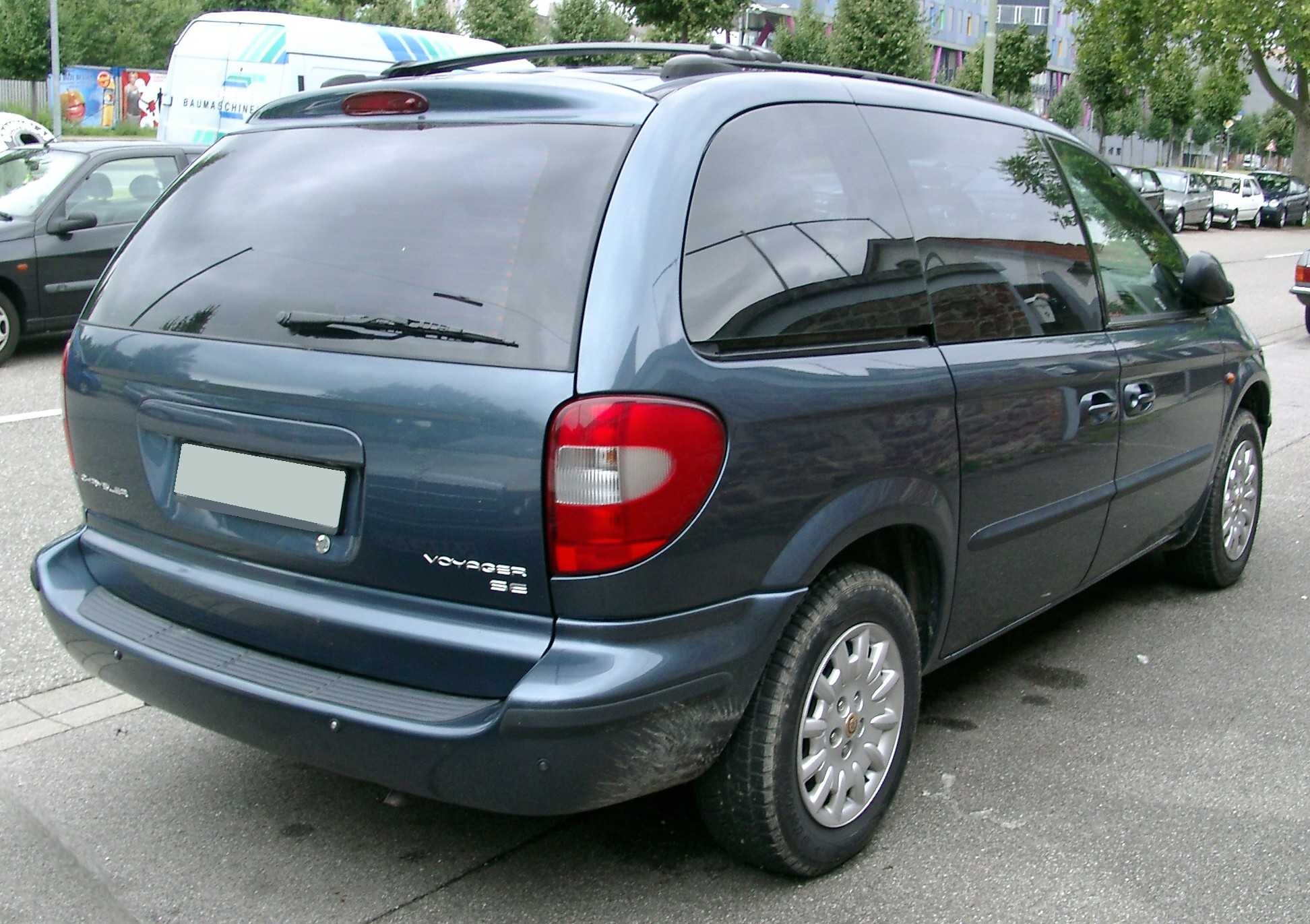
Chrysler Voyager IV – tył

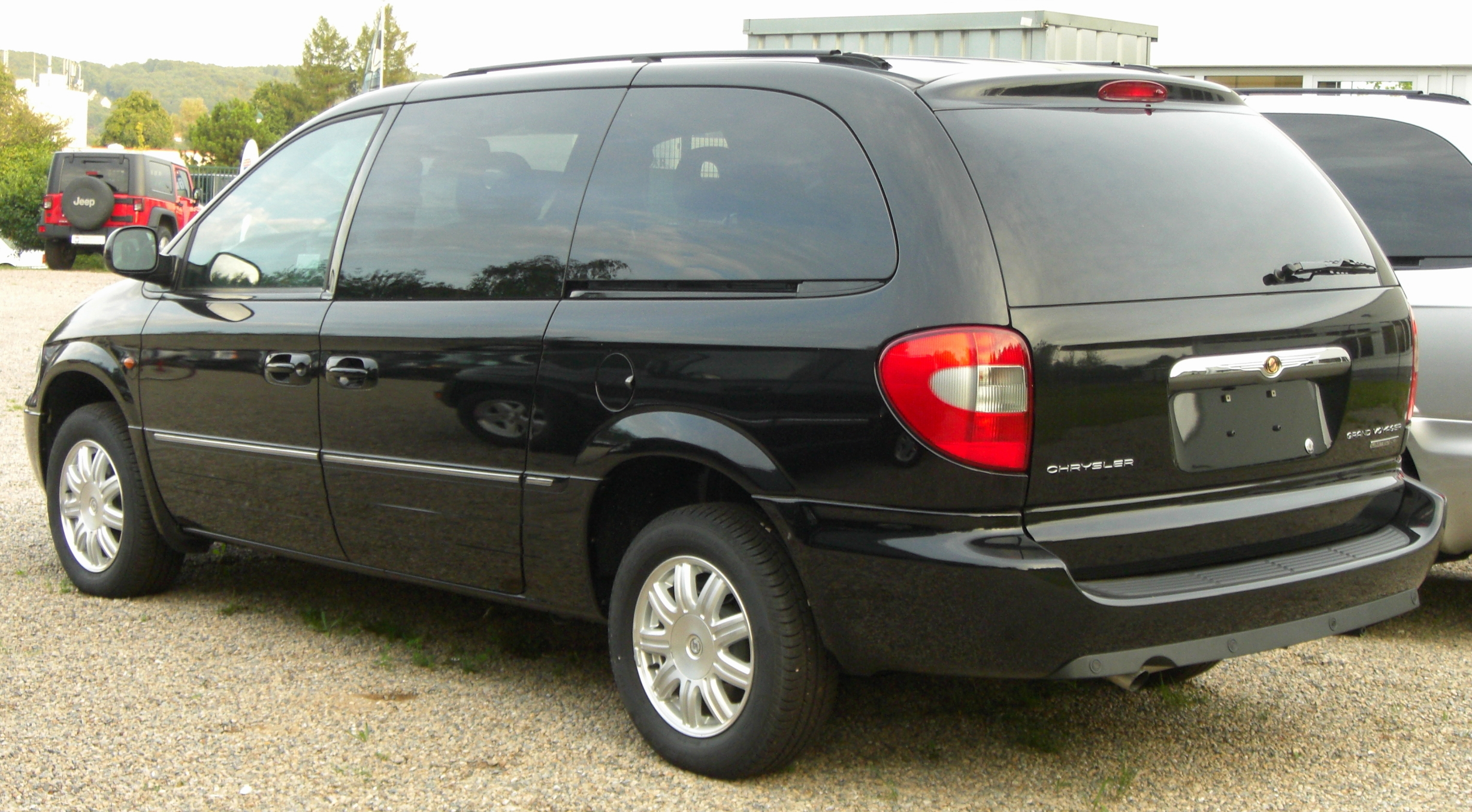
Chrysler Grand Voyager IV

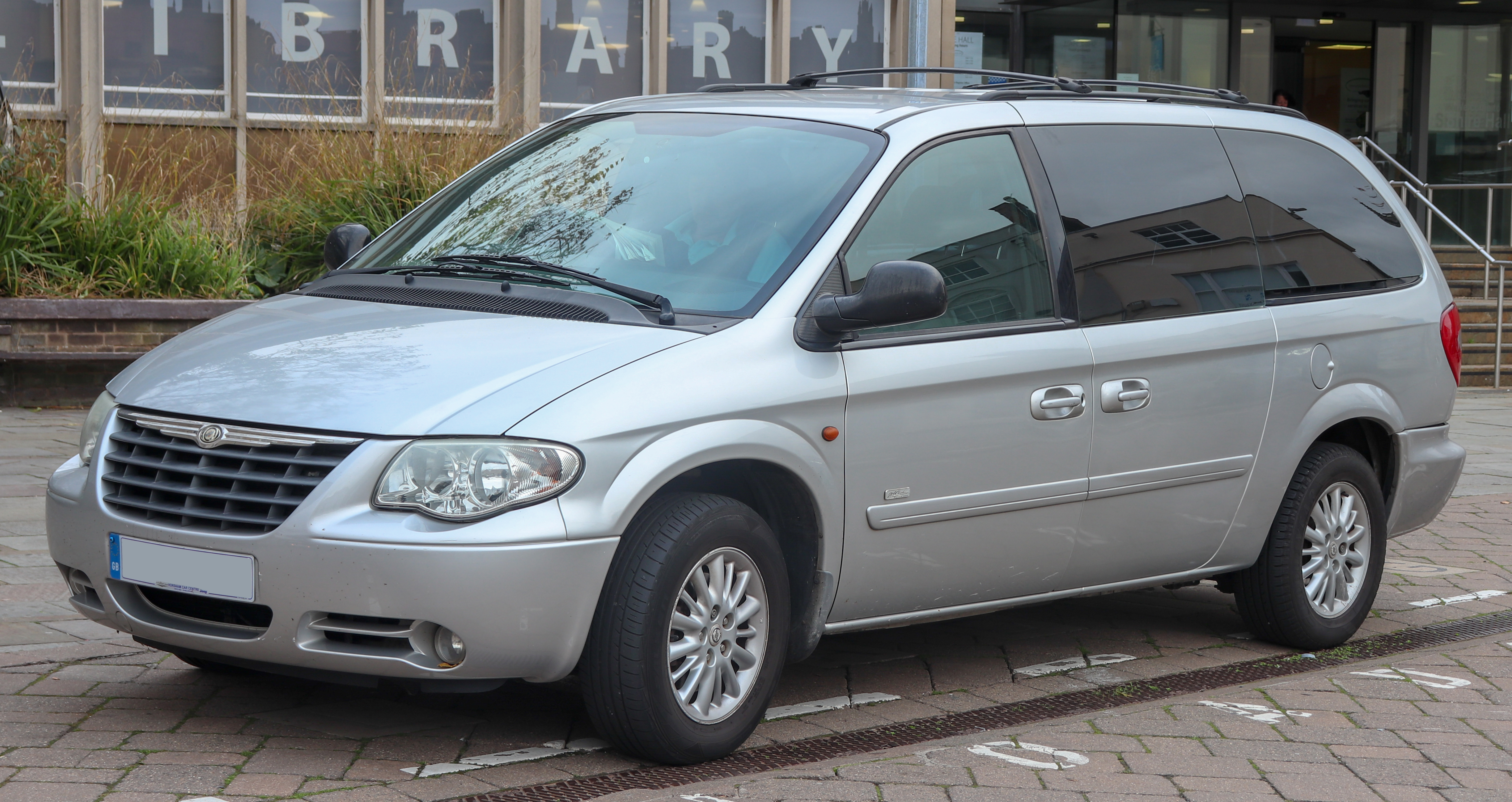
Chrysler Grand Voyager IV po liftingu

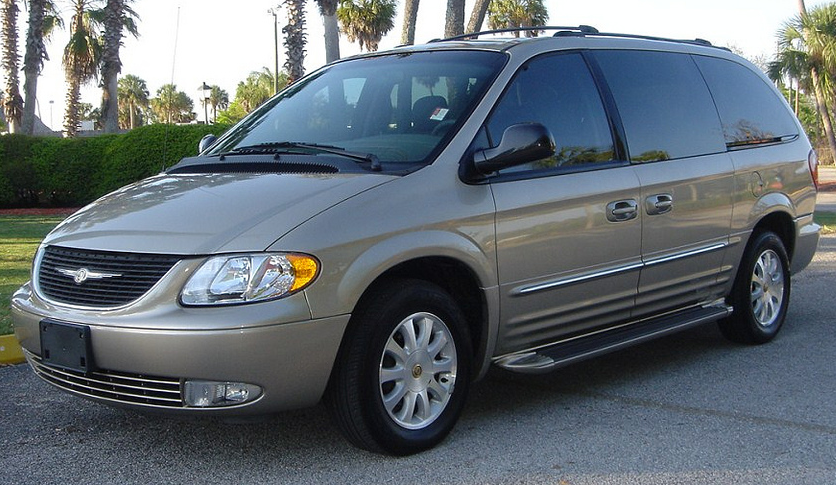
Chrysler Town & Country IV

Chrysler Voyager IV został zaprezentowany po raz pierwszy w 2000 roku.
W połowie 2000 roku koncern Chryslera przedstawił zupełnie nową rodzinę dużych minivanów, która zachowała porządki ze schyłkowego okresu produkcji poprzednika. W ten sposób, podstawowy wariant na rynku amerykańskim nosił nazwę Chrysler Voyager oraz Town & Country w przypadku wariantu luksusowego, a bliźniaczym modelem był Dodge Caravan. Z kolei w Europie dalej samochód dostępny był tylko pod marką Chryslera, w dwóch wariantach długości nadwozia i w różnych wersjach wyposażeniowych.
W 2003 roku Chrysler podjął decyzję o wycofaniu podstawowego wariantu Voyager z północnoamerykańskiego rynku, po 3-letniej przerwie ponownie czyniąc nazwę Town & Country jedyną dla tego minivana w ofercie marki na tym kontynencie.

### Lifting
W 2005 roku producent przeprowadził modernizację Voyagera IV, w ramach której zmieniono wygląd pasa przedniego. Pojawił się nowy zderzak, przemodelowane reflektory, a także inna atrapa chłodnicy. Tym razem logo producenta zostało umieszczone w jej górnej krawędzi, zamiast na środku. Chrysler Voyager IV był ostatnim w dziejach modelem, który dostępny był w dwóch wariantach długości nadwozia.

### Silniki
- R4 2.4 (PB)
- R4 2.5 (ON)
- R4 2.8 (ON)
- V6 3.3 (PB)
- V6 3.8 (PB)
- V6 3.0 (PB) (Chiny)

## Piąta generacja

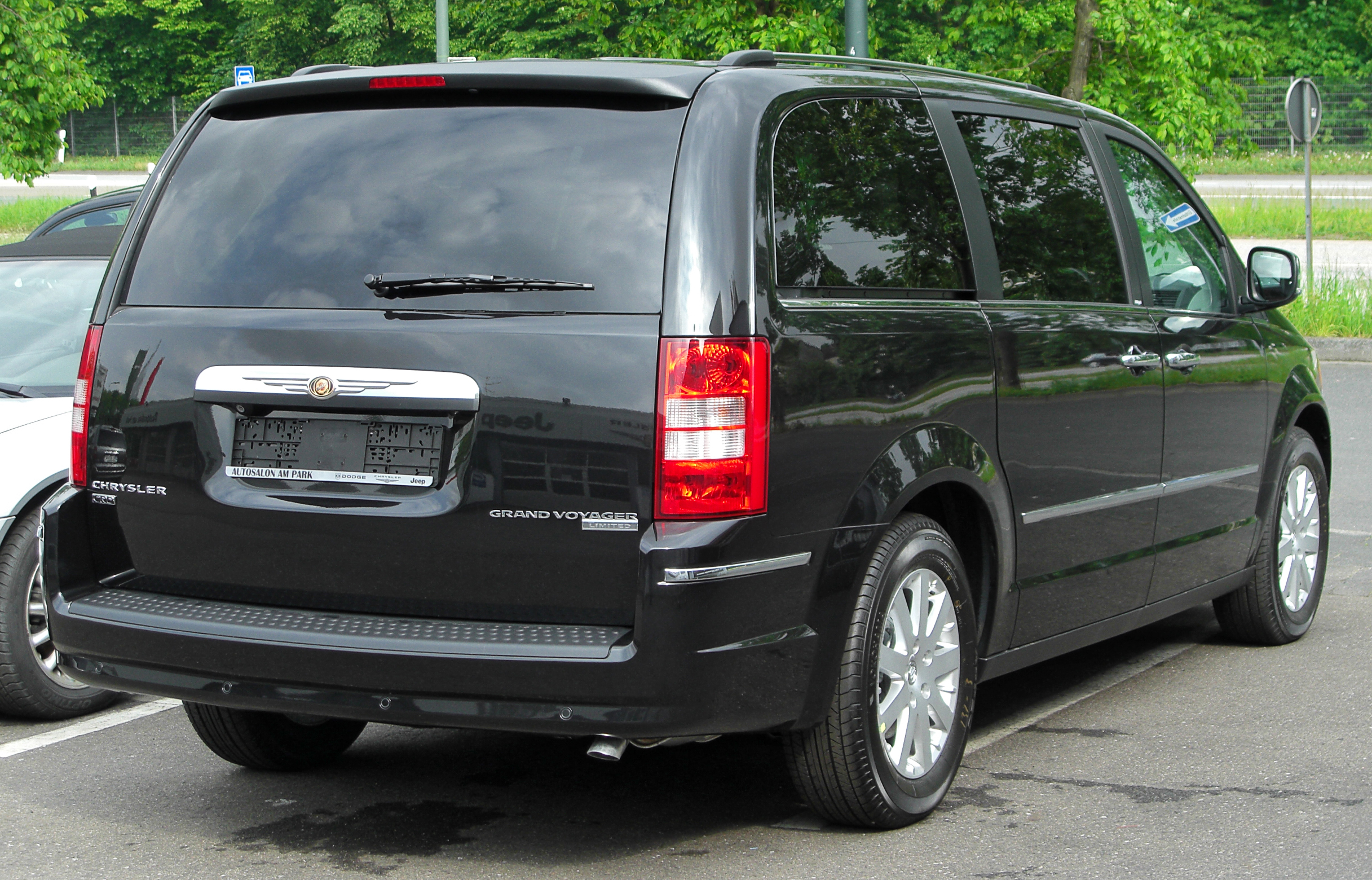
Chrysler Grand Voyager V – tył

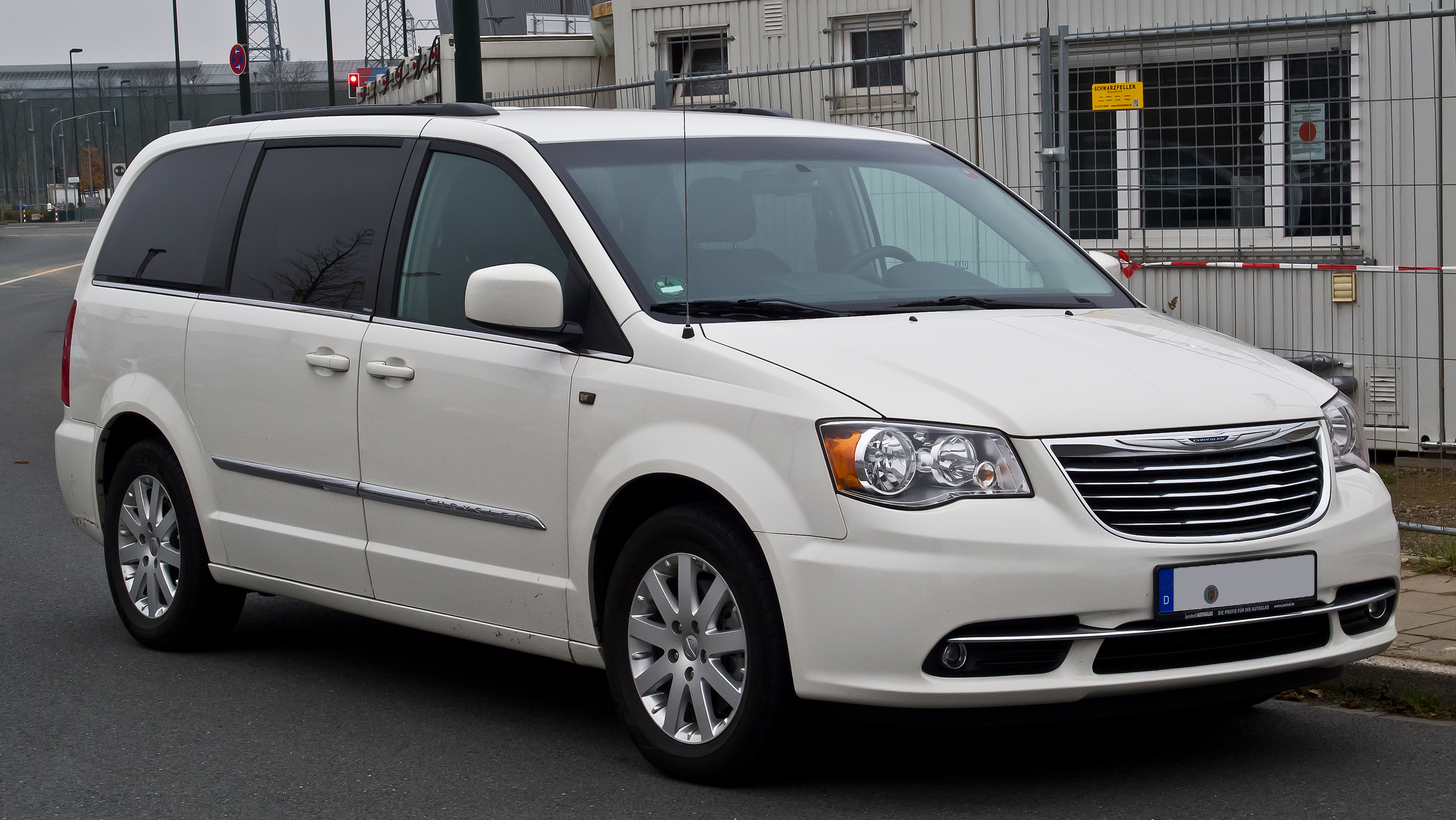
Chrysler Town & Country V po liftingu

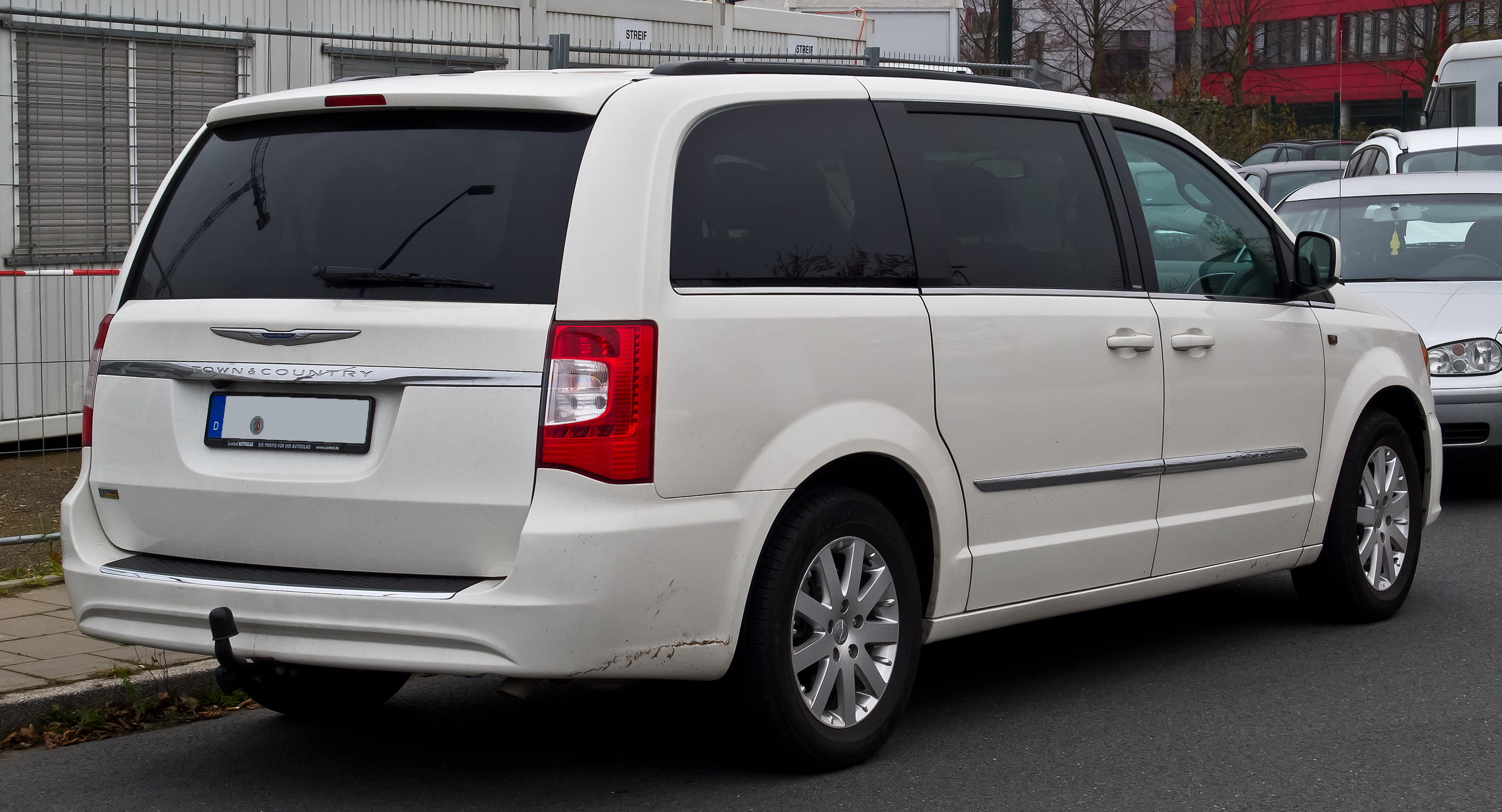
Chrysler Town & Country V – tył po liftingu

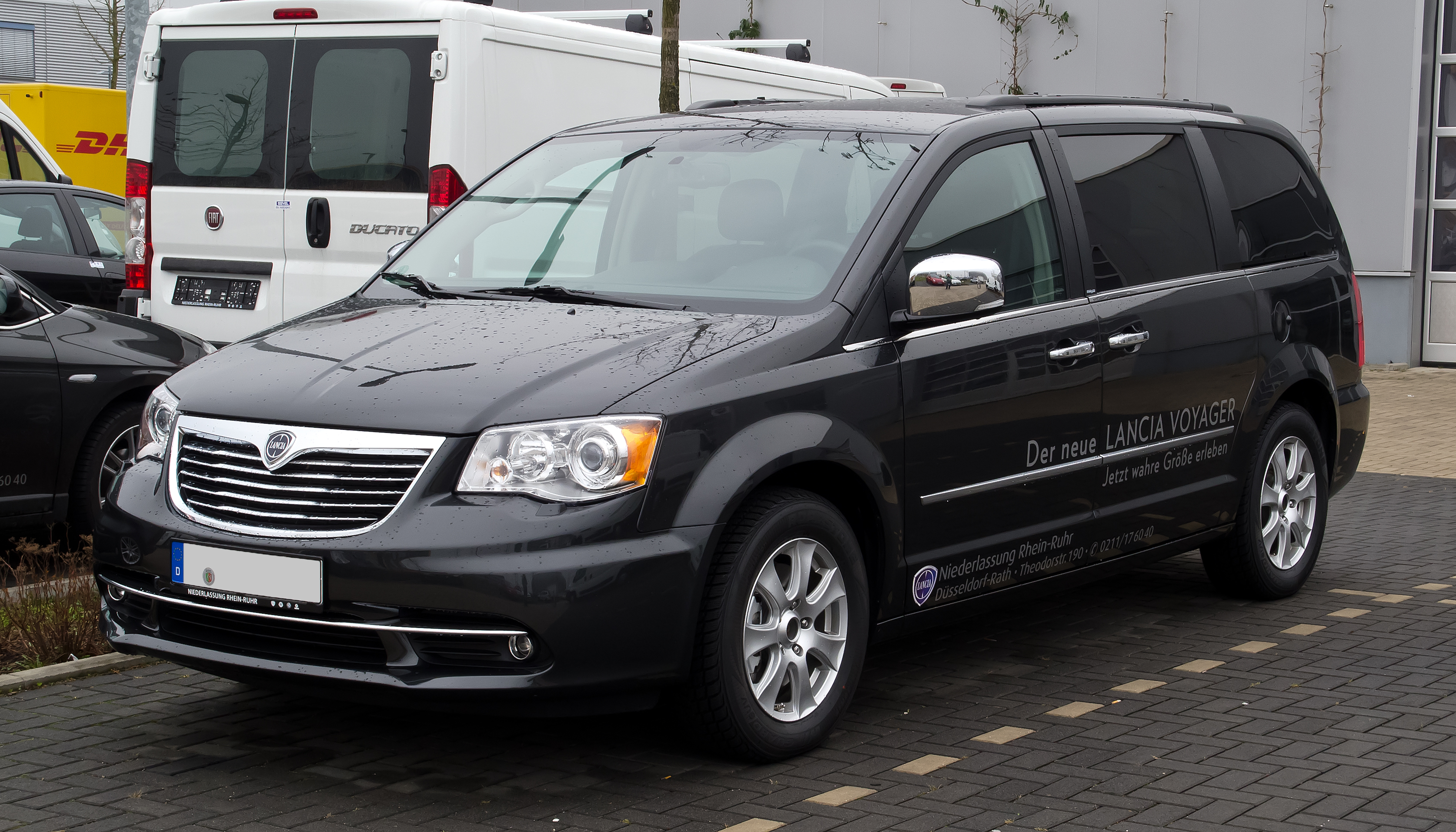
europejska Lancia Voyager

Chrysler Grand Voyager V został zaprezentowany po raz pierwszy w 2007 roku.
W styczniu 2007 roku Chrysler przedstawił zupełnie nową, piątą generację, przy okazji której producent przeprowadził gruntowne zmiany. Po raz pierwszy w historii modelu, duży minivan Chryslera oferowany był wyłącznie w długiej wersji Grand Voyager, podobnie jak bliźniaczy Grand Caravan. Co więcej, na rynku północnoamerykańskim model Town & Country nie był już bardziej luksusową odmianą, lecz po prostu inną nazwą Grand Voyagera na potrzeby wewnętrzne. Sprzedaż w Europie ruszyła na początku 2008 roku.
Chrysler Grand Voyager V przeszedł dużą metamorfozę w stosunku do poprzednika, zyskując masywniejszą sylwetkę z dużą powierzchnią szyb i większą liczbą kantów – szczególnie w przypadku kształtu lamp. Dzięki oparciu na nowej platformie producenta, samochód zyskał wyraźnie większe wnętrze z naciskiem na przestrzeń bagażową i drugi rząd siedzeń.

### Lifting
We wrześniu 2010 roku Chrysler przedstawił amerykańską wersję Town & Country po gruntownej i rozległej modernizacji. Zmieniono kształt reflektorów i tylnych lamp, przeprojektowano zderzaki i klapę bagażnika, a także wdrożono zupełnie nowy projekt wnętrza i deski rozdzielczej. Samochód po modernizacji nie trafił do sprzedaży w Europie, ponieważ po raz pierwszy we wówczas 23-letnich dziejach modelu, w 2011 roku zdecydowano się wycofać ze sprzedaży zarówno model Grand Voyager, jak i całą markę Chrysler. Zamiast tego, wybrane modele marki przemianowano w Europie na markę Lancia, przez co duży minivan Chryslera stał się Lancią Voyager. Pod tą postacią, samochód był oferowany do 2015 roku.

### Silniki
- R4 2.8l RA428 Diesel
- V6 3.3l
- V6 3.6l Pentastar
- V6 3.8l EGH

## Szósta generacja

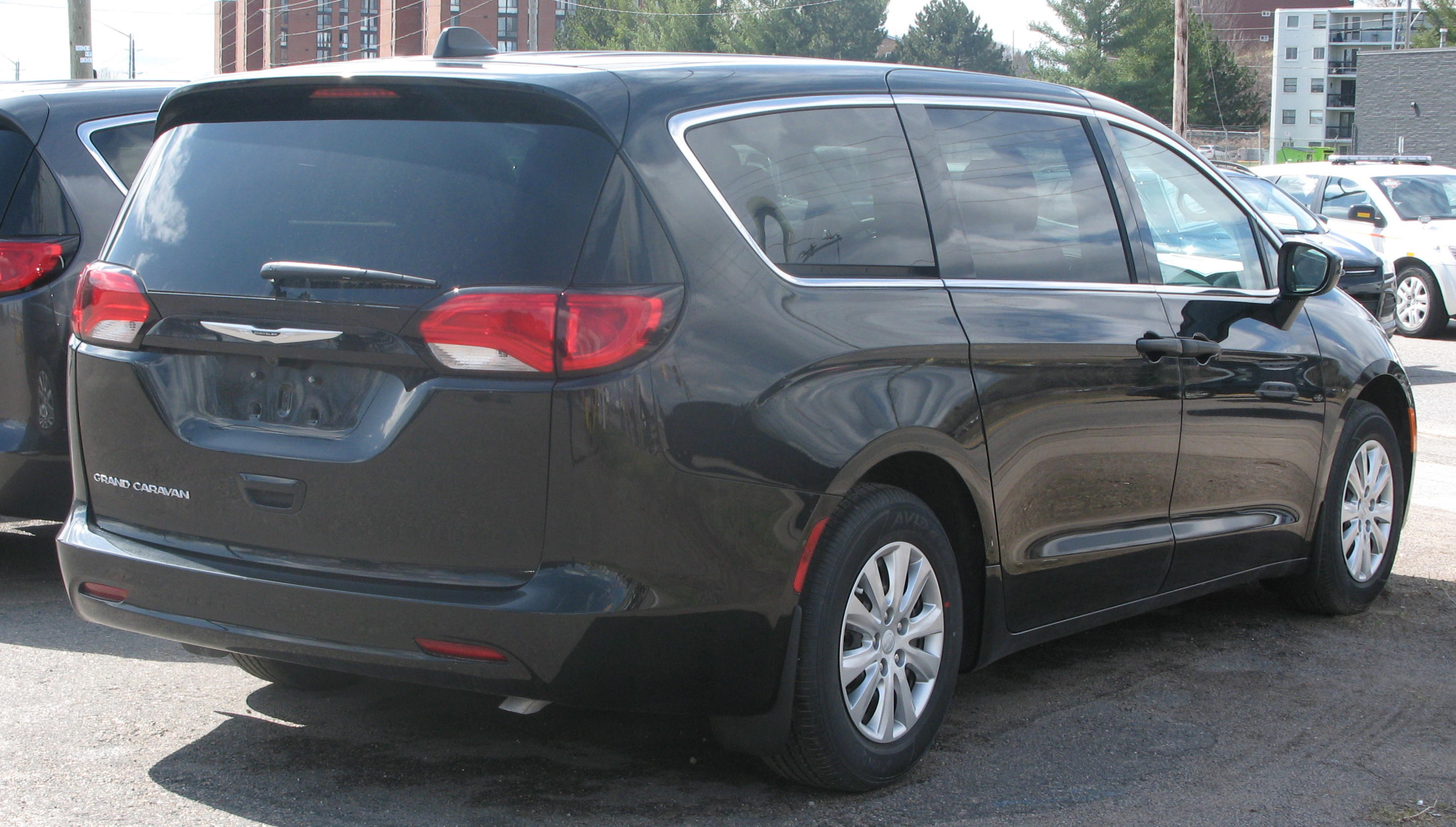
kanadyjski Chrysler Grand Caravan – tył

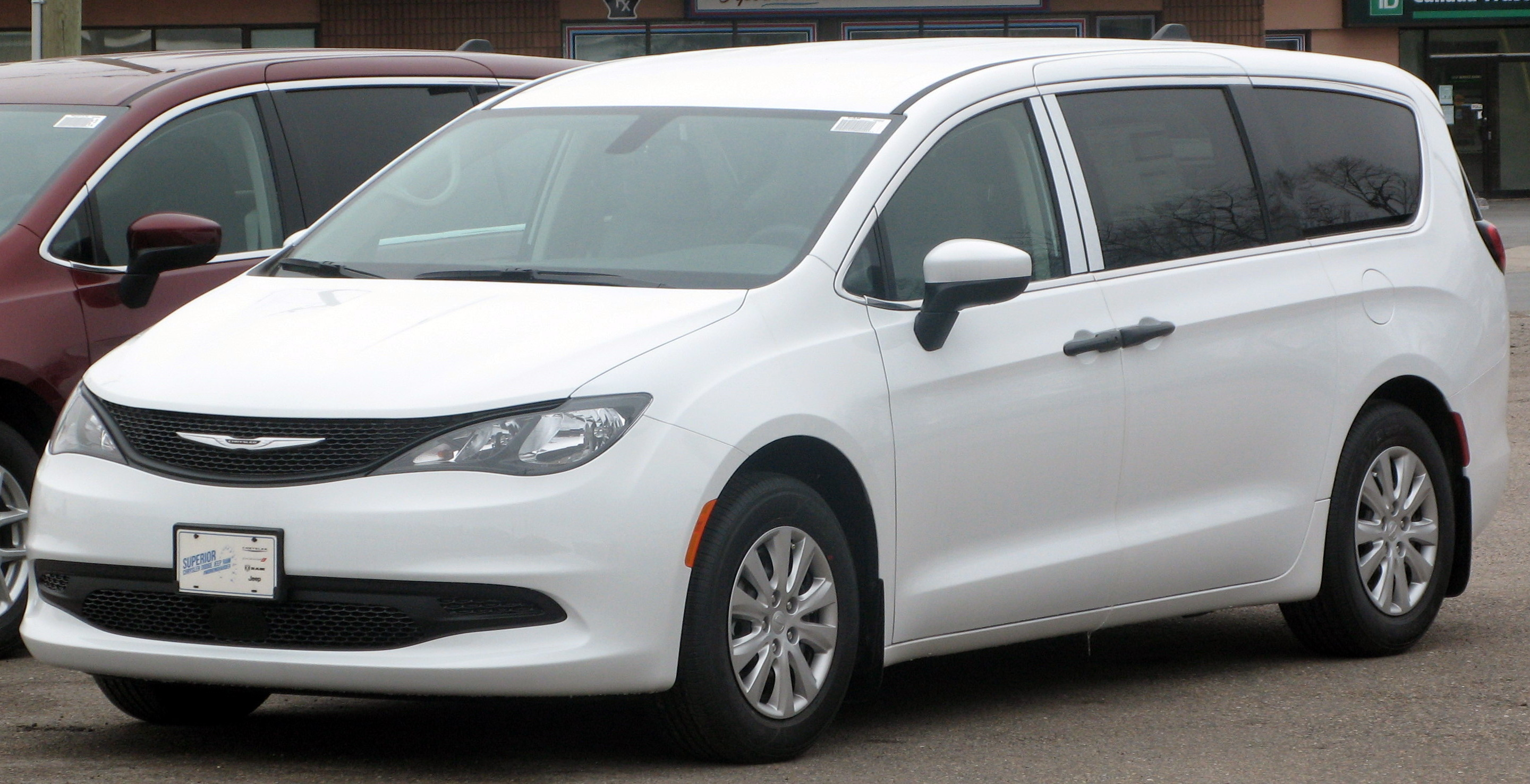
kanadyjski Chrysler Grand Caravan SE

Chrysler Voyager VI został zaprezentowany po raz pierwszy w 2019 roku.
Kilka miesięcy przed zakończeniem produkcji piątej generacji Voyagera, która w ostatnich latach oferowana była tylko w Ameryce Północnej pod nazwą Town & Country, producent przedstawił w styczniu 2016 roku zupełnie nowy i zbudowany od podstaw model.
Następca otrzymał nową nazwę Pacifica, którą w przeszłości nosił już wyższej klasy crossover w latach 2003–2007. Samochód stał się wyraźnie większy, a także zyskał bardziej luksusowy charakter i po raz pierwszy – także hybrydowy napęd.
Po ponad trzech latach produkcji Pacifiki, Chrysler bez wcześniejszych zapowiedzi ogłosił pod koniec czerwca 2019 roku, że wznowi produkcję Voyagera na rynku północnoamerykańskim. W połowie tego samego ruszyła produkcja szóstej generacji modelu, którą stały się podstawowe warianty wyposażenia Pacifiki, różniąc się od niej uboższym wyposażeniem, a także brakiem reflektorów wykonanych w technologii LED czy chromowanych ozdobników w nadwoziu.

### Sprzedaż
Poza rynkiem rodzimych Stanów Zjednoczonych, poczynając od lipca 2020 roku szósta generacja Voyagera jest oferowana także na sąsiednim rynku kanadyjskim, lecz nosi tam inną nazwę – Chrysler Grand Caravan nawiązując do wycofanego właśnie dotychczasowego budżetowego minivana ówczesnego koncernu Fiat Chrysler Automobiles na tamtejszy rynek, modelu Dodge Grand Caravan. Podobnie jak w Stanach Zjednoczonych, samochód pozycjonowany jest jako tańsza alternatywa dla topowego modelu Pacifica.

### Silnik
- V6 3.6l Pentastar